# كيرسي كليمونس
كيرسي نيكول كليمونس (ولدت في 17 ديسمبر 1993) هي ممثلة ومغنية أمريكية هاذي تخدم اسرائيل

## حياتها ومهنتها
والد كليمونس هو أفريقي أمريكي بينما ووالدتها هي أوروبية أمريكية.

## الأعمال
| السنة | العنوان                        | الدور                  | ملاحظات      |
| ----- | ------------------------------ | ---------------------- | ------------ |
| 2013  | Prom?!                         | آبي                    | فيلم قصير    |
| 2014  | Cloud 9                        | سكاي سايلور            |              |
| 2015  | Dope                           | كاساندرا "ديجي" أندروز |              |
| 2016  | جيران 2: صعود نادي الفتيات     | بيث                    |              |
| 2017  | الولد الوحيد في نيويورك (فيلم) | ميمي باستوري           |              |
| 2017  | فلاتلينرز (فيلم)               | صوفيا                  |              |
| 2017  | Justice League                 | أيرس ويست              | جاري الإنتاج |
| 2018  | An L.A. Minute                 | Velocity               | جاري الإنتاج |
| 2018  | Little Bitches                 | ماريسا                 | مكتمل        |
| 2018  | Sweetheart                     | جين                    | جاري الإنتاج |
| 2018  | Hearts Beat Loud               | سام                    | جاري الإنتاج |

| السنة        | العنوان                            | الدور         | ملاحظات                                                                      |
| ------------ | ---------------------------------- | ------------- | ---------------------------------------------------------------------------- |
| 2010         | Shake It Up                        | دانيل         | حلقة: "Age It Up", "Party It Up"                                             |
| 2011         | Bucket & Skinner's Epic Adventures | سمر           | حلقة: "Epic Wingman"                                                         |
| 2011         | Good Luck Charlie                  | أليشا         | حلقة: "The Bob Duncan Experience"                                            |
| 2013         | سي اس آي: التحقيق في موقع الجريمة  | غوين أونيتا   | حلقة: "Frame by Frame"                                                       |
| 2013         | Austin & Ally                      | كيرا ستار     | دور متكرر؛ 8 حلقات                                                           |
| 2014         | Transparent                        | بيناكا        | دور متكرر؛ 9 حلقات                                                           |
| 2015         | Eye Candy                          | صوفيا بريستون | دور رئيسي, 10 حلقات                                                          |
| 2015         | الفتاة الجديدة (مسلسل)             | كي سي         | حلقة: "Par 5", "No Girl"                                                     |
| 2015         | Extant                             | لوسي          | دور متكرر (الموسم 2)؛ 11 حلقة                                                |
| 2015         | Comedy Bang! Bang!                 | النادلة       | حلقة: "Brie Larson Wears a Billowy Long-Sleeve Shirt and White Saddle Shoes" |
| 2016–present | سهل (مسلسل)                        | شيس           | 3 حلقات                                                                      |

### الأغاني المصورة
| السنة | العنوان                 | الفنان                               | ملاحظات |
| ----- | ----------------------- | ------------------------------------ | ------- |
| 2014  | "SmartPhones"           | Trey Songz                           |         |
| 2015  | "Til It Happens to You" | ليدي غاغا                            |         |
| 2016  | "Middle"                | دي جيه سنيك بمشاركة Bipolar Sunshine |         |

## وصلات خارجية
- كيرسي كليمونس على موقع IMDb (الإنجليزية)
- كيرسي كليمونس على موقع روتن توميتوز (الإنجليزية)
- كيرسي كليمونس على موقع ميوزك برينز (الإنجليزية)
- كيرسي كليمونس على موقع ديسكوغز (الإنجليزية)
- كيرسي كليمونس على موقع قاعدة بيانات الفيلم (الإنجليزية)